# Spiloxene schlechteri
Spiloxene schlechteri är en enhjärtbladig växtart som först beskrevs av Harry Bolus, och fick sitt nu gällande namn av Sidney Garside. Spiloxene schlechteri ingår i släktet Spiloxene och familjen Hypoxidaceae. Inga underarter finns listade i Catalogue of Life.